# Meragisa methosema
Meragisa methosema är en fjärilsart som beskrevs av William Schaus 1939. Meragisa methosema ingår i släktet Meragisa och familjen tandspinnare. Inga underarter finns listade i Catalogue of Life.